# كأس رئيس أيرلندا
كأس رئيس أيرلندا، المعروفة أيضًا باسم كأس الرئيس، هي كأس سوبر لكرة القدم تضم أندية من جمهورية أيرلندا. هذه مباراة فاصلة بين الفائزان بدوري الدرجة الممتازة الأيرلندي وكأس جمهورية أيرلندا. ونظرًا لأن اتحاد أيرلندا لكرة القدم هو من ينظم الكأس، فإن الكأس يشار إليها أحيانًا بشكل خاطئ باسم كأس رئيس الاتحاد الأيرلندي. ومع ذلك، يشير كلمة الرئيس في العنوان لرئيس أيرلندا وليس لرئيس اتحاد أيرلندا لكرة القدم. لقد سبق أن نظم الاتحاد الأيرلندي سابقًا مسابقات مماثلة، وهي كأس أفضل أربعة وكأس اتحاد أيرلندا السوبر. كما نُظمت مسابقة مشابهة تدعى كأس اتحاد لينستر للرئيس من قبل اتحاد كرة القدم في لينستر.

## التاريخ

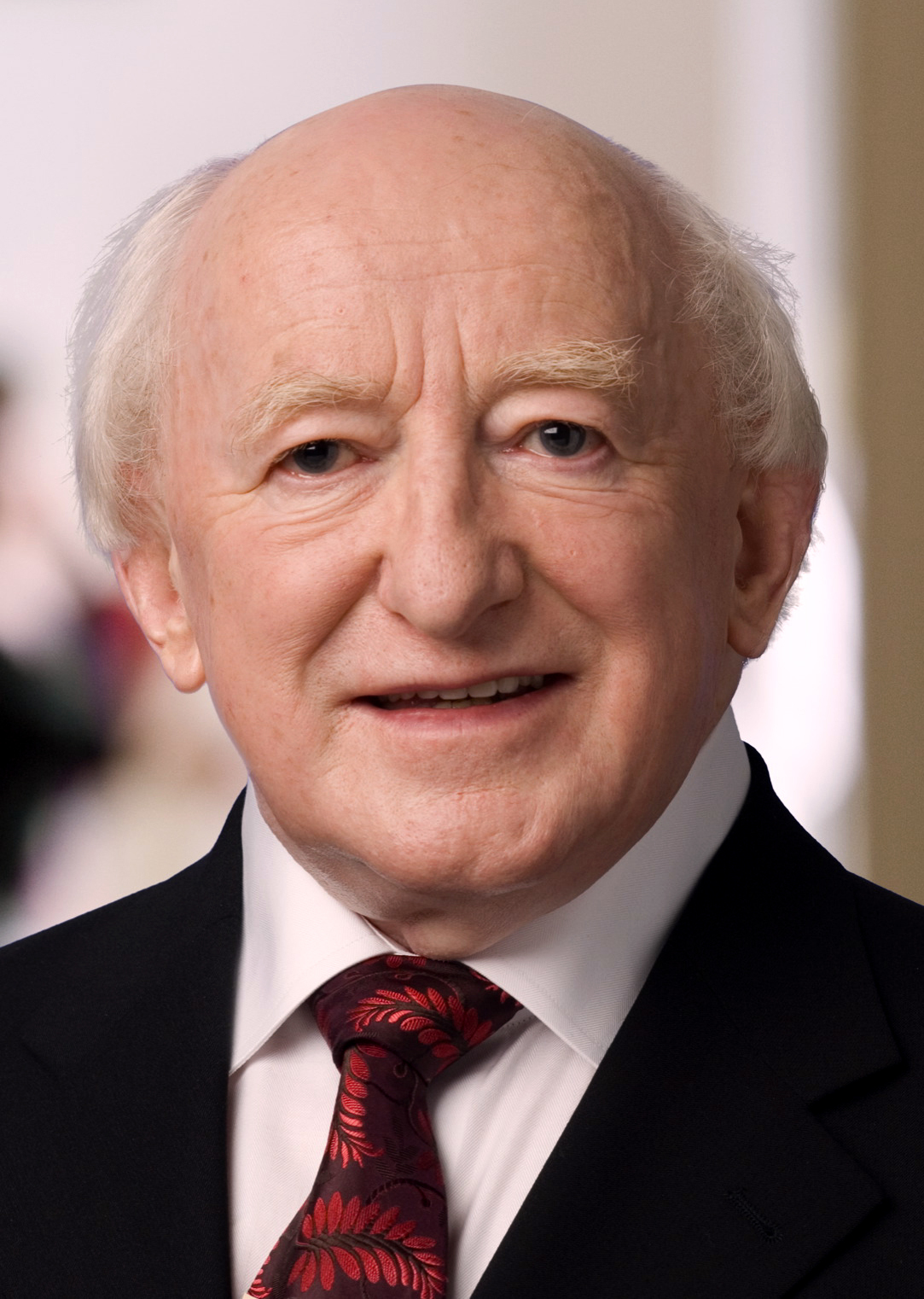
تم تقديم جميع كؤوس رئيس أيرلندا من قبل مايكل دانييل هيجينز، رئيس أيرلندا، من 2011 حتى الآن.

تم تقديم كأس رئيس أيرلندا في عام 2014، وضمت المباراة الافتتاحية بطل دوري الدرجة الممتازة الأيرلندي لعام 2013، باتريك أتلتيك، والفائز بكأس جمهورية أيرلندا لعام 2013، سليغو روفرز. وفي 25 فبراير 2014، تم الكشف عن الكأس نفسها رسميًا بحفل أقيم في أوراس آن أوشتاراين استضافه رئيس أيرلندا مايكل دانييل هيجينز. لقد شغل الرئيس سابقًا منصب رئيس غالواي يونايتد وهو مشجع معروف لكرة القدم يحضر بانتظام مباريات الدوري الأيرلندي. كما حضر الحفل كل من ليام باكلي وجير أوبراين، مدير وقائد فريق باتريك أتلتيك، وإيان باراكلو وجافين بيرس، مدير وقائد سليجو روفرز. حضر الرئيس هيجينز لاحقًا المباراة النهائية الافتتاحية في ريتشموند بارك في 2 مارس 2014، والتي فاز بها سانت باتريك الرياضي 1-0 بعد أن سجل كيث فاهي هدف الفريق الفائز.